# Beziehungen zwischen der NATO und Russland

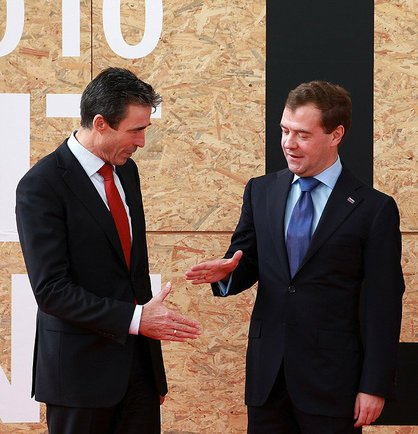
NATO-Generalsekretär Anders Fogh Rasmussen (links) und der russische Präsident Dmitri Anatoljewitsch Medwedew (2010)

Die Beziehungen zwischen dem Militärbündnis NATO und der Russischen Föderation wurden 1991 im Rahmen des Nordatlantischen Kooperationsrats aufgenommen. 1994 trat Russland dem Programm „Partnerschaft für den Frieden“ bei, und am 27. Mai 1997 wurde auf einem NATO-Gipfel in Paris die NATO-Russland-Grundakte unterzeichnet, die die Gründung des Ständigen Gemeinsamen NATO-Russland-Rats (NRPJC, kurz PJC) ermöglichte. Anfang der 2010er Jahre unterzeichneten die NATO und Russland mehrere zusätzliche Kooperationsabkommen. Der PJC wurde 2002 durch den NATO-Russland-Rat (NRR; engl. NRC) ersetzt, der in dem Bemühen gegründet wurde, bei Sicherheitsfragen und gemeinsamen Projekten zusammenzuarbeiten.
Trotz Bemühungen, Foren zu strukturieren, die die Zusammenarbeit zwischen der NATO und Russland fördern, sind die Beziehungen aufgrund der anhaltenden Drohungen und Feindseligkeiten Russlands gegenüber mehreren benachbarten souveränen Staaten wie Moldau (seit 1992), Georgien (seit 2008), Litauen (2006), Estland (2006–2007); Polen (seit 2006), Belarus (2007), Ukraine (seit 2014), der Türkei (2015–2016), Kasachstan (2021–2022) angespannt.
Die Beziehungen zwischen Russland und der NATO begannen sich nach der ukrainischen Orangenen Revolution 2004–05 und dem russisch-georgischen Krieg 2008 deutlich zu verschlechtern. Als Reaktion auf die russische Annexion der Krim, beschloss die NATO am 1. April 2014 einstimmig, jegliche praktische Zusammenarbeit auszusetzen. Im Oktober 2021 stellte Russland nach einem Vorfall, bei dem die NATO acht russische Beamte aus ihrem Brüsseler Hauptquartier verwies, seine Mission bei der NATO ein und ordnete die Schließung des NATO-Büros in Moskau an.
Der russische Überfall auf die Ukraine hat zu einer Verschlechterung der NATO-Russland-Beziehungen auf den tiefsten Stand seit dem Ende des Kalten Krieges geführt. Auf dem NATO-Gipfel in Madrid im Jahr 2022 wurde Russland als „direkte Bedrohung für die euroatlantische Sicherheit“ und der NATO-Russland-Rat für aufgelöst erklärt. Obwohl russische Beamte und Propagandisten behaupteten, sie befänden sich mit der gesamten NATO und dem Westen im „Krieg“, beharrte die NATO darauf, dass ihr Schwerpunkt auf der Unterstützung der Ukraine bei ihrer Selbstverteidigung und nicht auf dem Kampf gegen Russland liege.

## Hintergrund
Nach dem Vertrag über die abschließende Regelung in bezug auf Deutschland, auch als Zwei-plus-Vier-Vertrag bekannt, der den Alliierten Kontrollrat auflöste, begannen die NATO und die Sowjetunion Gespräche auf mehreren Ebenen zu führen. Dabei wurden mitunter Rüstungskontrollverträge besprochen und der Vertrag über konventionelle Streitkräfte in Europa ausgehandelt. Der sowjetische Außenminister Eduard Schewardnadse stattete am 19. Dezember 1989 erstmals dem NATO-Hauptquartier einen Besuch ab. Es folgten informelle Gespräche zwischen der NATO und sowjetischen Militärführern im Jahr 1990.
Nach dem Fall der Sowjetunion gab es Gespräche über die Rolle der NATO in der sich verändernden Sicherheitslandschaft in Europa mit US-Präsident George H.W. Bush, US-Außenminister James Baker, dem westdeutschen Bundeskanzler Helmut Kohl, dem westdeutschen Außenminister Hans-Dietrich Genscher und dem britischen Außenminister Douglas Hurd. Bei einem Treffen am 6. Februar 1990 schlug der westdeutsche Außenminister Hans-Dietrich Genscher vor, dass das Bündnis eine öffentliche Erklärung abgeben sollte, in der es hieß: „Die NATO beabsichtigt nicht, ihr Territorium nach Osten auszudehnen.“

## Entwicklung von Kooperation nach dem Kalten Krieg (1990–2004)
Im Juni 1990 legte die Botschaft von Turnberry (Message from Turnberry), die oft als „erster Schritt in der Entwicklung der [modernen] NATO-Russland-Beziehungen“ beschrieben wird, den Grundstein für künftigen Frieden und Zusammenarbeit. Im folgenden Monat besuchte NATO-Generalsekretär Manfred Wörner im Juli 1990 Moskau, um die künftige Zusammenarbeit zu besprechen.
Am 12. September 1990 unterzeichneten die Bundesrepublik Deutschland, die Deutsche Demokratische Republik und die vier Siegermächte des Zweiten Weltkriegs, Frankreich, Großbritannien, die Vereinigten Staaten von Amerika und die Sowjetunion, den Zwei-plus-Vier-Vertrag, mit dem die Sowjetunion die Besatzungsrechte aufgab, den Abzug sowjetischer Truppen in Gang setzte und es ausländischen NATO-Truppen  nach Abschluss des sowjetischen Abzugs erlaubte, die Grenzlinie des Kalten Kriegs mit Genehmigung der deutschen Regierung zu überschreiten. Die Sowjetunion erhielt von der Bundesrepublik 12 Milliarden DM für Abzug und Neuansiedlung der sowjetischen Truppen und einen zinslosen Kredit von drei Milliarden DM.
1990 unterzeichneten die Sowjetunion und die westlichen Länder den Vertrag über konventionelle Streitkräfte in Europa. Formelle Kontakte und Zusammenarbeit zwischen der neu gegründeten Russischen Föderation und der NATO begannen nach der Auflösung der Sowjetunion im Jahr 1991 im Rahmen des Nordatlantischen Kooperationsrats (später in Euro-Atlantischer Partnerschaftsrat umbenannt). Als Russland am 22. Juni 1994 dem Programm „Partnerschaft für den Frieden“ beitrat, wurde die Zusammenarbeit weiter vertieft.
1994 wurde die Organisation des Vertrags über kollektive Sicherheit (OVKS) gegründet, ein alternatives, von Russland geführtes Militärbündnis postsowjetischer Staaten.

### Budapester Memorandum
Am 5. Dezember 1994 wurde das Budapester Memorandum unterzeichnet, in dem Russland, das Vereinigte Königreich und die Vereinigten Staaten Belarus, Kasachstan und der Ukraine Sicherheitszusicherungen machten. Als Gegenleistung versprachen die drei postsowjetischen Länder auf ihr Atomwaffenarsenal abzugeben.

### NATO-Russland-Grundakte
Am 27. Mai 1997 unterzeichneten Frankreich, die NATO und Russland auf dem NATO-Gipfel in Paris die Grundakte über gegenseitige Beziehungen, Zusammenarbeit und Sicherheit, einen Fahrplan für eine mögliche Zusammenarbeit zwischen der NATO und Russland. Die Grundakte bestand aus fünf Hauptabschnitten, in denen die Grundsätze der Beziehungen, die Bandbreite der Themen, die die NATO und Russland diskutieren würden, die militärischen Dimensionen der Beziehungen und die Mechanismen zur Förderung einer stärkeren politisch-militärischen Zusammenarbeit festgeschrieben wurden.

### Ständiger Gemeinsamer NATO-Russland-Rat
Darüber hinaus wurde 1997 der „Ständige Gemeinsame NATO-Russland-Rat“ (NATO-Russia Permanent Joint Council; Abk. NRPJC), ein Forum für Konsultationen, Zusammenarbeit und Konsensbildung eingerichtet. Im Rahmen der Bemühungen des Ständigen Gemeinsamen Rates wurde 2001 das NATO-Russland-Glossar zeitgenössischer politischer und militärischer Begriffe erstellt. Das Glossar war die erste von mehreren Veröffentlichungen dieser Art zu Themen wie Raketenabwehr, Entmilitarisierung und Bekämpfung illegaler Drogen, um die Transparenz in den Beziehungen zwischen der NATO und Russland und das gegenseitige Verständnis zu fördern und die Kommunikation zwischen NATO- und Russland zu erleichtern.
Das Glossar zeitgenössischer politischer und militärischer Begriffe kam angesichts der Kooperationsbemühungen der NATO und Russlands in Bosnien und Herzegowina und im Kosovo besonders gelegen.

### NATO-Bombardierung Jugoslawiens
1999 verurteilte Russland die NATO-Bombardierung Jugoslawiens. Der russische Präsident Boris Jelzin kritisierte, dass die NATO-Bombardierung Jugoslawiens „die Grundlagen des Völkerrechts und der Charta der Vereinten Nationen mit Füßen getreten“ habe. Als der Kosovo-Krieg am 11. Juni 1999 endete, sollte eine gemeinsame NATO-russische Friedenstruppe im Kosovo stationiert werden. Russland hatte erwartet, einen von der NATO unabhängigen Friedenssicherungssektor zu erhalten, und war verärgert, als dies abgelehnt wurde. Es bestand die Sorge, dass ein separater russischer Sektor zu einer Teilung des Kosovo zwischen einem serbisch kontrollierten Norden und einem albanischen Süden führen könnte. Vom 12. bis 26. Juni 1999 kam es zu einer kurzen, aber angespannten Auseinandersetzung zwischen der NATO und der russischen Kosovo-Truppe, bei der russische Truppen den internationalen Flughafen Pristina besetzten.

### NATO-Russland-Rat
Im Jahr 2001, nach den Anschlägen vom 11. September gegen die Vereinigten Staaten, wandte sich der russische Präsident Wladimir Putin an den damaligen Präsidenten der Vereinigten Staaten, George W. Bush. Dies war der Höhepunkt der amerikanisch-russischen Beziehungen seit dem Ende des Kalten Krieges. Die neuen positiven Beziehungen der Vereinigten Staaten zu Russland wirkten sich auch positiv auf die Beziehungen zwischen Russland und der NATO aus.
Der NATO-Russland-Rat (NRR) wurde am 28. Mai 2002 während des NATO-Gipfels 2002 in Rom gegründet. Der NRR sollte das „NATO-Russia Permanent Joint Council“ (PJC) als offizielles diplomatisches Instrument zur Behandlung von Sicherheitsfragen und gemeinsamen Projekten zwischen der NATO und Russland ersetzen. Der Aufbau des NRC sah vor, dass die einzelnen Mitgliedstaaten und Russland jeweils gleichberechtigte Partner waren und sich in Bereichen von gemeinsamem Interesse trafen, anstelle des im Rahmen des PJC festgelegten bilateralen Formats (NATO + 1). Es gab keine Bestimmung, die der NATO oder Russland ein Vetorecht über die Handlungen des anderen einräumte. Die NATO sagte, sie habe keine Pläne, Atomwaffen in den neuen Mitgliedsstaaten zu stationieren oder neue ständige Streitkräfte zu entsenden. Die Parteien erklärten, dass sie einander nicht als Gegner betrachteten und „auf der Grundlage eines dauerhaften politischen Engagements auf höchster politischer Ebene gemeinsam einen dauerhaften und integrativen Frieden im euroatlantischen Raum auf den Grundsätzen der Demokratie und der kooperativen Sicherheit aufbauen werden“.
Die Zusammenarbeit zwischen Russland und der NATO konzentrierte sich auf mehrere Kernbereiche: Terrorismus, militärische Zusammenarbeit, Afghanistan (einschließlich des Transports von nichtmilitärischer Fracht der ISAF durch Russland), industrielle Zusammenarbeit und Nichtverbreitung von Waffen. Aufgrund seiner strukturierten Arbeitsgruppen in verschiedenen Bereichen fungierte das NRR als wichtigstes Forum für Konsensbildung, Zusammenarbeit und Konsultation zu Themen wie Terrorismus, Verbreitung, Friedenssicherung, Luftraummanagement und Raketenabwehr.
Zu den „gemeinsamen Entscheidungen und Maßnahmen“, die im Rahmen der Vereinbarungen des NATO-Russland-Rats getroffen werden, gehören:
- Bekämpfung des Terrorismus
- Militärische Zusammenarbeit (gemeinsame Militärübungen[38] und Personalschulung[39])
- Kooperation in Afghanistan:
  - Russland bietet in Zusammenarbeit mit den Vereinten Nationen Schulungen für Anti-Drogen-Offiziere aus Afghanistan und zentralasiatischen Ländern an.
  - Transport von nichtmilitärischer Fracht durch Russland zur Unterstützung der ISAF der NATO in Afghanistan, industrielle Zusammenarbeit, Zusammenarbeit bei Verteidigungsinteroperabilität, Nichtverbreitung und anderen Bereichen.

## Stagnation und allmähliche Verschlechterung der Beziehungen (2004–2013)
Ab 2004 gerieten die Beziehungen zwischen der NATO und Russland ins Stocken und begannen sich nach der ukrainischen Orangenen Revolution 2004–2005 und dem Russisch-Georgischen Krieg 2008 zu verschlechtern.

### 2004–2007
In den Jahren 2004–2006 unternahm Russland mehrere feindselige Handelsaktionen gegen die Ukraine und die westlichen Länder. In dieser Zeit ereigneten sich in Russland auch mehrere vielbeachtete Morde an Putins Gegnern, was seine zunehmend autoritäre Herrschaft und die Verschärfung seines Einflusses auf die Medien kennzeichnete.
Im Jahr 2006 verübte der russische Geheimdienst ein Attentat auf dem Territorium eines NATO-Mitgliedsstaates: Am 1. November 2006 erkrankte Alexander Litwinenko, ein in Großbritannien eingebürgerter ehemaliger Offizier des russischen Inlandsgeheimdienstes (FSB), und russischer Überläufer, der sich auf die Bekämpfung der organisierten Kriminalität spezialisierte, den britischen Geheimdienst beriet und den Begriff „Mafiastaat“ prägte, plötzlich und wurde nach einer Vergiftung mit Polonium-210 ins Krankenhaus eingeliefert; er starb am 23. November an der Vergiftung. Die Ereignisse, die dazu führten, sind gut dokumentiert, obwohl zahlreiche Theorien über seine Vergiftung und seinen Tod entstanden sind. Eine britische Mordermittlung identifizierte Andrey Lugovoy, einen ehemaligen Mitarbeiter des russischen Föderalen Dienstes für Bewachung der Russischen Federation (FSO), als Hauptverdächtigen. Dmitry Kovtun wurde später als zweiter Verdächtiger benannt. Das Vereinigte Königreich forderte die Auslieferung Lugowojs, doch Russland lehnte die Auslieferung ab, da die russische Verfassung die Auslieferung russischer Staatsbürger verbietet, was zu einer Belastung der Beziehungen zwischen Russland und dem Vereinigten Königreich führte.
Daraufhin setzte Russland 2007 seine Beteiligung am Vertrag über konventionelle Streitkräfte in Europa aus.

### 2008
Im Jahr 2008 verurteilte Russland die einseitige Unabhängigkeitserklärung des Kosovo und erklärte, dass es „von der UN-Mission und den NATO-geführten Streitkräften im Kosovo erwartet, dass sie unverzüglich Maßnahmen ergreifen, um ihr Mandat auszuführen … einschließlich der Aufhebung der Entscheidungen der Selbstverwaltungsorgane von Pristina und der Ergreifung strenger Verwaltungsmaßnahmen gegen sie.“ Der russische Präsident Wladimir Putin beschrieb die Anerkennung der Unabhängigkeit des Kosovo durch mehrere große Weltmächte als „einen schrecklichen Präzedenzfall, der de facto das gesamte System der internationalen Beziehungen, das nicht über Jahrzehnte, sondern über Jahrhunderte hinweg entwickelt wurde, zum Scheitern bringen wird“, und dass „sie die Ergebnisse ihres Handelns nicht durchdacht haben. Letzten Endes handelt es sich um einen Stock mit zwei Enden, und das andere Ende wird zurückkommen und ihnen ins Gesicht schlagen.“ Europa war sich in dieser Angelegenheit nicht einig, und eine Reihe europäischer Länder weigerten sich, die Souveränität des Kosovo anzuerkennen.
Dennoch bewerteten die Staatsoberhäupter der NATO-Verbündeten und Russlands die Erfolge des NATO-Russland-Rats auf einem Gipfeltreffen in Bukarest im April 2008 positiv, obwohl beide Seiten leichte Unzufriedenheit über den Mangel an tatsächlichen Inhalten zum Ausdruck brachten, die sich aus dem Rat ergaben.
Anfang 2008 versprach US-Präsident George W. Bush gegen den Widerstand Russlands seine volle Unterstützung für die Aufnahme der Ukraine und Georgiens in die NATO. Die russische Regierung behauptete, Pläne zur Erweiterung der NATO auf die Ukraine und Georgien könnten sich negativ auf die europäische Sicherheit auswirken. Ebenso lehnt Russland eine Osterweiterung der NATO strikt ab. Der russische Präsident Dmitri Medwedew erklärte 2008, dass „kein Land sich über die Annäherung eines Militärblocks an seine Grenzen freuen würde, dem es nicht angehört“. Russlands stellvertretender Außenminister Grigori Karasin warnte davor, dass eine Eingliederung der Ukraine in die NATO eine „tiefe Krise“ in den Beziehungen zwischen Russland und der Ukraine auslösen und sich auch negativ auf die Beziehungen Russlands zum Westen auswirken würde.
Im Sommer 2008 verschlechterten sich die Beziehungen zwischen der NATO und Russland aufgrund des Krieges Russlands mit Georgien. Später verurteilte der Nordatlantikrat Russland dafür, dass es die georgischen Regionen Südossetien und Abchasien als unabhängige Staaten anerkannt hatte. Der Generalsekretär der NATO behauptete, dass die Anerkennung Abchasiens und Südossetiens durch Russland gegen zahlreiche Resolutionen des UN-Sicherheitsrats verstoße, darunter auch gegen von Russland gebilligte Resolutionen. Russland wiederum bestand darauf, dass die Anerkennung auf der Grundlage der Situation vor Ort erfolgte und im Einklang mit der Charta der Vereinten Nationen, der KSZE-Schlussakte von Helsinki von 1975 und anderem grundlegenden internationalem Recht stehe; russische Medien betonten stark den Präzedenzeffekt, den die Unabhängigkeitserklärung des Kosovo habe.

### 2009
Im Januar 2009 sagte der russische NATO-Gesandte Dmitri Rogosin, der NATO-Russland-Rat sei „ein Gremium, in dem schulische Diskussionen geführt würden“. Ein US-Beamter teilte diese Ansicht und erklärte: „Wir wollen die Zusammenarbeit jetzt praktischer gestalten, in Bereichen, in denen man Ergebnisse erzielen kann, anstatt auf Dingen zu bestehen, die nicht passieren werden.“

Die Beziehungen zwischen der NATO und Russland wurden im Mai 2009 weiter angespannt, als die NATO zwei russische Diplomaten wegen Spionagevorwürfen auswies. Laut dem russischen Präsidenten Dmitri Medwedew wurden auch die Spannungen, die bereits durch die geplanten NATO-Militärübungen in Georgien entstanden sind, erhöht:
Die geplanten NATO-Übungen in Georgien sind eine offene Provokation, egal wie sehr man uns vom Gegenteil überzeugen will. An einem Ort, an dem gerade Krieg war, kann man keine Übungen durchführen.
Im September 2009 erklärte die russische Regierung, dass die von den Vereinigten Staaten vorgeschlagenen Raketenabwehrsysteme in Polen und der Tschechischen Republik ihre eigene Verteidigung gefährden könnten. Der Kommandeur der russischen Weltraumstreitkräfte, Generaloberst Wladimir Popowkin, erklärte 2007, dass „die Flugbahnen iranischer oder nordkoreanischer Raketen kaum in die Nähe des Territoriums der Tschechischen Republik führen würden, wohl aber jeder mögliche Start russischer Interkontinentalraketen vom Territorium der Europäischen Union aus. Russland oder die von der russischen Nordflotte hergestellte Maschine würde von der [Radar-]Station kontrolliert werden.“ Später im Jahr 2009 brach Barack Obama jedoch das Raketenabwehrprojekt in Polen und der Tschechischen Republik ab, nachdem Russland den USA mit einer militärischen Reaktion gedroht hatte, und warnte Polen, dass es sich durch die Zustimmung zum Raketenabwehrsystem der NATO einem Angriff oder einem Atomangriff aussetze Angriff aus Russland.
Im Dezember 2009 bat die NATO Russland um Hilfe in Afghanistan und bat das Bündnis um Erlaubnis, Fracht (möglicherweise auch militärische) über russisches Territorium nach Afghanistan zu fliegen und den afghanischen Streitkräften mehr Hubschrauber zur Verfügung zu stellen. Allerdings erlaubte Russland nur den Transit nichtmilitärischer Güter durch sein Territorium.

### 2010
Vor den russischen Parlamentswahlen 2011 wurde auch Präsident Dmitri Medwedew mit den Worten zitiert, dass die NATO weiter nach Osten expandiert wäre, wenn sich Russland nicht dem Kaukasuskrieg 2008 angeschlossen hätte.

### 2011
Am 6. Juni 2011 nahmen die NATO und Russland an ihrer ersten gemeinsamen Kampfflugzeugübung mit dem Titel „Vigilant Skies 2011“ teil. Seit dem Kalten Krieg ist dies erst das zweite militärische Joint Venture zwischen der Allianz und Russland, das erste war eine gemeinsame U-Boot-Übung, die am 30. Mai 2011 begann.
Der internationale Militäreinsatz in Libyen im Jahr 2011 löste eine breite Welle der Kritik seitens mehrerer Staats- und Regierungschefs aus, darunter des russischen Präsidenten Dmitri Medwedew und des russischen Premierministers Wladimir Putin, die sagten, dass „[die Resolution 1973 des UN-Sicherheitsrates] fehlerhaft ist […] sie erlaubt alles.“ Sie „ähnelt mittelalterlichen Aufrufen zu Kreuzzügen.“

### 2012–2013
Im April 2012 kam es in Russland zu einigen Protesten gegen das Engagement des Landes in der NATO, die von der linken russischen Aktivistenallianz Left Front durchgeführt wurden.

## Zunehmende Spannungen, Einstellung der Zusammenarbeit, Sanktionen (ab 2014)
Ab 2014 beteiligte sich Russland an weiteren feindlichen Drohungen, gefolgt von Militäraktionen gegen die Ukraine (2014–heute); Unter anderem in Syrien (2015–heute) und der Türkei (2015–2016).

### 2014
Anfang März 2014 verschärften sich die Spannungen zwischen der NATO und Russland infolge der russischen Annexion der Krim: Die NATO forderte Russland auf, seine Aktionen einzustellen, und erklärte, sie unterstütze die territoriale Integrität und Souveränität der Ukraine. Am 1. April 2014 gab die NATO eine Erklärung der NATO-Außenminister ab, in der sie bekannt gab, dass sie „beschlossen habe, jegliche praktische zivile und militärische Zusammenarbeit zwischen der NATO und Russland auszusetzen“. Unser politischer Dialog im NATO-Russland-Rat kann bei Bedarf auf dem Botschaftertreffen fortgesetzt werden Ebene und höher, um uns einen Meinungsaustausch vor allem über diese Krise zu ermöglichen. Die Erklärung verurteilte Russlands „illegale militärische Intervention in der Ukraine und Russlands Verletzung der Souveränität und territorialen Integrität der Ukraine“. Russland nutzte die Unabhängigkeitserklärung des Kosovo als Rechtfertigung für die Anerkennung der Unabhängigkeit der Krim und verwies auf den sogenannten „Präzedenzfall für die Unabhängigkeit des Kosovo“.
Am 25. März 2014 hielt Jens Stoltenberg auf einem Parteitag der norwegischen Arbeiter-Partei eine Rede, in der er Russland wegen seiner Invasion der Krim scharf kritisierte. Er warf Russland vor, Sicherheit und Stabilität in Europa zu gefährden und internationales Recht zu brechen. Nach seiner Wahl zum NATO-Generalsekretär betonte Stoltenberg, dass Russlands Invasion in der Ukraine eine „brutale Erinnerung an die Notwendigkeit der NATO“ sei, und erklärte, dass Russlands Vorgehen in der Ukraine „das erste Mal seit dem Zweiten Weltkrieg sei, dass ein Land ein Land annektiert habe“. „Gebiet, das einem anderen Land gehört.“ Stoltenberg hat die Notwendigkeit betont, dass die NATO über eine ausreichend starke militärische Kapazität, einschließlich Atomwaffen, verfügen muss, um Russland davon abzuhalten, gegen das Völkerrecht zu verstoßen und die Sicherheit der NATO-Mitgliedstaaten zu gefährden. Er hat die Bedeutung von Artikel 5 des Nordatlantikvertrages und die Verantwortung der NATO, insbesondere die Sicherheit ihrer östlichen Mitglieder zu verteidigen, hervorgehoben. Er erklärte weiter, dass Russland wegen seines Vorgehens in der Ukraine sanktioniert werden müsse, und sagte, dass eine mögliche NATO-Mitgliedschaft der Ukraine in naher Zukunft „eine sehr wichtige Frage“ sein werde. Stoltenberg äußerte Bedenken hinsichtlich der Anschaffung neuer Marschflugkörper durch Russland.
Am 1. April 2014 beschloss die NATO einstimmig, als Reaktion auf die Annexion der Krim jegliche praktische Zusammenarbeit mit der Russischen Föderation auszusetzen, der NATO-Russland-Rat (NRC) wurde jedoch nicht suspendiert. Frankreich hatte 2011 ein Abkommen mit Russland über den Verkauf von zwei Hubschrauberträgern  der Mistral-Klasse geschlossen. Die beiden Schiffe trugen bereits die Namen Wladiwostok und Sewastopol. Im September verschob Präsident François Hollande das Abkommen und ein Jahr später wurde es endgültig abgesagt. Auf dem NATO-Gipfel in Wales Anfang September verabschiedete die NATO-Ukraine-Kommission eine gemeinsame Erklärung, in der sie „die illegale und illegitime selbsterklärte „Annexion“ der Krim durch Russland und ihre fortgesetzte und absichtliche Destabilisierung der Ostukraine unter Verstoß gegen das Völkerrecht scharf verurteilte“; Diese Position wurde in der Erklärung desselben Gremiums Anfang Dezember erneut bekräftigt.
Ein im November veröffentlichter Bericht hob die Tatsache hervor, dass die Zahl der engen militärischen Begegnungen zwischen Russland und dem Westen (hauptsächlich NATO-Staaten) auf das Niveau des Kalten Krieges gestiegen sei. Allein in den acht Monaten seien 40 gefährliche oder heikle Vorfälle verzeichnet worden, darunter ein Beinahe-Zusammenstoß im März zwischen einem russischen Aufklärungsflugzeug und einem Passagierflugzeug mit 132 Passagieren an Bord. Ein beispielloser Anstieg der russischen Luftwaffen- und Marineaktivitäten im Baltikum veranlasste die NATO, ihre langjährige Rotation von Militärjets in Litauen zu verstärken. In ähnlicher Weise verstärkte die russische Luftwaffe ihre Aktivitäten im asiatisch-pazifischen Raum, was auf der Wiederaufnahme der Nutzung der zuvor verlassenen sowjetischen Militärbasis in Cam Ranh Bay in Vietnam, beruhte. Im März 2015 erklärte der russische Verteidigungsminister Sergej Schoigu, dass die russischen Langstreckenbomber weiterhin in verschiedenen Teilen der Welt patrouillieren und in andere Regionen expandieren würden.
Im Juli beschuldigten die USA Russland offiziell, gegen den INF-Vertrag von 1987 verstoßen zu haben, indem sie eine verbotene bodengestützte Marschflugrakete mittlerer Reichweite (vermutlich R-500, eine Modifikation der Iskander) getestet hatten, und drohten mit entsprechenden Vergeltungsmaßnahmen. Anfang Juni 2015 berichtete das US-Außenministerium, dass Russland es versäumt habe, den Verstoß gegen das I.N.F.-Abkommen zu korrigieren. Vertrag; Es wurde gesagt, dass die US-Regierung keine erkennbaren Fortschritte dabei gemacht habe, Russland auch nur dazu zu bringen, das Compliance-Problem auch nur anzuerkennen.
Im Bericht der US-Regierung vom Oktober 2014 hieß es, Russland habe 1.643 Atomsprengköpfe zum Abschuss bereit (ein Anstieg gegenüber 1.537 im Jahr 2011) – einer mehr als die USA und überholte damit die USA zum ersten Mal seit 2000; Die eingesetzten Kapazitäten beider Länder verstoßen gegen den neuen START-Vertrag von 2010, der eine Obergrenze von 1.550 Atomsprengköpfen festlegt. Ebenso hatten die USA bereits vor 2014 damit begonnen, ein groß angelegtes Programm im Wert von bis zu einer Billion Dollar umzusetzen, das auf die allgemeine Wiederbelebung ihrer Atomenergieindustrie abzielte und Pläne für eine neue Generation von Waffenträgern und den Bau solcher Standorte umfasste wie die Chemistry and Metallurgy Research Replacement Facility in Los Alamos, New Mexico und der National Security Campus im Süden von Kansas City.
Ende 2014 verabschiedete Putin eine überarbeitete nationale Militärdoktrin, in der die militärische Aufrüstung der NATO in der Nähe der russischen Grenzen als größte militärische Bedrohung aufgeführt wurde.
Am 2. Dezember 2014 kündigten die Außenminister der NATO eine vorläufige Eingreiftruppe (die „Very High Readiness Joint Task Force“) an, die gemäß dem auf dem NATO-Gipfel in Wales Anfang September 2014 vereinbarten Readiness Action Plan eingerichtet wurde und die NATO-Präsenz in der Region verstärken soll östlicher Teil der Allianz. Im Juni 2015 testete die NATO im Rahmen einer Militärübung in Polen erstmals die neue schnelle Eingreiftruppe. An der Übung nahmen mehr als 2.000 Soldaten aus neun Staaten teil.

### 2015
Nach dem tödlichen Anschlag auf die Zentrale der französischen Satirezeitschrift Charlie Hebdo in Paris im Januar 2015 forderte Stoltenberg eine engere Zusammenarbeit mit Russland bei der Terrorismusbekämpfung.
Anfang Februar 2015 erklärten NATO-Diplomaten, dass in der NATO die Besorgnis über die russische Nuklearstrategie wachse und es Anzeichen dafür gebe, dass die russische Nuklearstrategie auf eine Senkung der Schwelle für den Einsatz von Atomwaffen in einem Konflikt hinzudeuten scheine. Daraufhin erklärte der britische Verteidigungsminister Michael Fallon, dass Großbritannien sein Atomwaffenarsenal als Reaktion auf die russische Modernisierung seiner Nuklearstreitkräfte aktualisieren müsse. Später im Februar erklärte Fallon, dass Putin die in der Ukraine angewandte Taktik auf die baltischen Mitglieder des NATO-Bündnisses übertragen könnte. Fallon sagte: „Die NATO muss auf jede Art von Aggression seitens Russlands vorbereitet sein, in welcher Form auch immer sie erfolgt. Die NATO bereitet sich darauf vor.“ Fallon wies darauf hin, dass es sich nicht um einen neuen Kalten Krieg mit Russland handele, da die Situation bereits „ziemlich heiß“ sei.
Im März 2015 erklärte Russland unter Verweis auf den de facto Verstoß der NATO gegen den Vertrag über konventionellen Streitkräfte in Europa von 1990, dass die 2007 angekündigte Aussetzung seiner Beteiligung an diesem Vertrag nun „vollständig“ sei, indem es seine Teilnahme an der Beratungsgruppe zum Vertrag einstellte.
Im Frühjahr kündigte das russische Verteidigungsministerium an, im Rahmen der Verstärkung seiner Schwarzmeerflotte zusätzliche Streitkräfte auf der Krim zu stationieren, darunter bis 2016 auch nuklearfähige Langstreckenbomber vom Typ Tupolew Tu-22M3 („Backfire“), die während des Kalten Krieges das Rückgrat der sowjetischen Seestreitkräfte bildeten, später aber von den Stützpunkten auf der Krim abgezogen wurden. Anfang April 2015 wurden durchgesickerte Informationen veröffentlicht, die halboffiziellen Quellen innerhalb des russischen Militär- und Geheimdienstapparats zugeschrieben werden, wonach Russland angeblich auf eine nukleare Antwort auf bestimmte feindselige, nicht-nukleare Handlungen seitens der NATO vorbereitet sei; solche angedeuteten Drohungen wurden als „Versuch, strategische Unsicherheit zu schaffen“ und den politischen Zusammenhalt des Westens zu untergraben, interpretiert. In diesem Sinne stellte auch die norwegische Verteidigungsministerin Ine Eriksen Søreide fest, dass Russland „Unsicherheit über seine Absichten“ geschaffen habe.
Im Juni 2015 wurde ein unabhängiger russischer Militäranalyst von einer großen amerikanischen Zeitung mit den Worten zitiert: „Jeder sollte verstehen, dass wir in einer völlig anderen Welt leben als noch vor zwei Jahren. In dieser Welt, die wir verloren haben, war es möglich, die Sicherheit mit Verträgen und Maßnahmen des gegenseitigen Vertrauens zu organisieren. Jetzt sind wir in einer völlig anderen Situation, in der das allgemeine Mittel zur Gewährleistung der Sicherheit die militärische Abschreckung ist.“
Am 16. Juni 2015 zitierte Tass den stellvertretenden russischen Außenminister Aleksej Meschkow mit den Worten, dass „keines der Russland-NATO-Programme, die früher in Betrieb waren, auf einem funktionierenden Niveau arbeitet“.
Ende Juni 2015 erklärte US-Verteidigungsminister Ashton Carter während einer Reise nach Estland, dass die USA schwere Waffen, darunter Panzer, gepanzerte Fahrzeuge und Artillerie, in Bulgarien, Estland, Lettland, Litauen, Polen und Rumänien stationieren würden. Dieser Schritt wurde von westlichen Kommentatoren als Beginn einer Neuausrichtung der NATO-Strategie interpretiert. Ein hochrangiger Beamter des russischen Verteidigungsministeriums bezeichnete sie als „aggressivsten Akt Washingtons seit dem Kalten Krieg“, und das russische Außenministerium kritisierte sie als „militärisch unangemessen“ und „eine offensichtliche Rückkehr der Vereinigten Staaten und ihrer Verbündeten zu den Schemata des ‚Kalten Krieges‘“.
Die USA ihrerseits äußerten sich besorgt über Putins Ankündigung, das russische Atomwaffenarsenal im Jahr 2015 um mehr als 40 neue ballistische Raketen erweitern zu wollen. Amerikanische Beobachter und Analysten, wie Steven Pifer, stellten fest, dass die USA keinen Grund zur Besorgnis über die neuen Raketen hätten, vorausgesetzt, Russland halte sich an den neuen Vertrag über die Reduzierung strategischer Waffen (New START) von 2010, und betrachteten das verstärkte nukleare Säbelrasseln der russischen Führung hauptsächlich als Bluff und Prahlerei, um Russlands Schwächen zu verbergen. Pifer vermutete jedoch, dass die alarmierendste Motivation hinter dieser Rhetorik darin liegen könnte, dass Putin Atomwaffen nicht nur als Mittel der Abschreckung, sondern als Mittel der Nötigung betrachtet.
Ende Juni 2015 wurde berichtet, dass der Zeitplan für die Produktion einer neuen russischen, mit MIRV ausgestatteten, superschweren thermonuklearen Interkontinentalrakete Sarmat, die die veralteten SS-18-Satan-Raketen aus sowjetischer Zeit ersetzen soll, in Verzug geraten sei. Kommentatoren wiesen auch auf die unvermeidlichen finanziellen und technologischen Beschränkungen hin, die ein echtes Wettrüsten mit dem Westen behindern würden, falls Russland einen solchen Kurs einschlagen sollte.
Unter Stoltenbergs Führung nahm die NATO 2015 eine radikal neue Position zu Propaganda und Gegenpropaganda ein: „Völlig legale Aktivitäten, wie der Betrieb eines pro-moskauischen Fernsehsenders, könnten zu einem umfassenderen Angriff auf ein Land werden, der eine Reaktion der NATO gemäß Artikel fünf des Vertrags erfordern würde [...] Eine endgültige Strategie wird im Oktober 2015 erwartet.“ Einem weiteren Bericht zufolge habe „Großbritannien im Rahmen der härteren Gangart 750.000 britische Pfund zur Unterstützung einer Anti-Propaganda-Einheit im NATO-Hauptquartier in Brüssel bereitgestellt.“
Im November erklärte der oberste militärische Befehlshaber der NATO, US-General Philip Breedlove, dass die Allianz „auf Anzeichen“ achte, da die Möglichkeit bestehe, dass Russland einen Teil seines Atomwaffenarsenals auf die Halbinsel verlegen könnte.
Die Spannungen zwischen der NATO und Russland nahmen weiter zu, nachdem die Türkei am 24. November 2015 ein russisches Kampfflugzeug abgeschossen hatte, das bei einem Einsatz in Nordwestsyrien angeblich den türkischen Luftraum 17 Sekunden lang nahe der syrischen Grenze verletzt hatte. Russische Beamte bestritten, dass das Flugzeug in den türkischen Luftraum eingedrungen war. Kurz nach dem Vorfall berief die NATO eine Dringlichkeitssitzung ein, um die Angelegenheit zu erörtern. Stoltenberg erklärte: „Wir sind solidarisch mit der Türkei und unterstützen die territoriale Integrität unseres NATO-Verbündeten“.
Am 2. Dezember 2015 luden die NATO-Mitgliedstaaten Montenegro förmlich zum Beitritt in die Allianz ein, woraufhin Russland erklärte, es werde die Zusammenarbeit mit Montenegro aussetzen.
Im Dezember erklärte der russische Außenminister Sergej Lawrow, die erneute Stationierung von nuklearfähigen Langstreckenbombern des Typs Tupolew Tu-22M3 („Backfire“) auf der Krim sei eine legitime Maßnahme, da „die Krim nun Teil eines Landes ist, das gemäß dem Vertrag über die Nichtverbreitung von Kernwaffen über solche Waffen verfügt“.